# ميا كارلسون
ميا كارلسون (بالسويدية: Mia Carlsson)‏ (12 مارس 1990 في السويد - ) هي لاعبة كرة قدم سويدية في مركز الدفاع. لعبت مع Kristianstads DFF ‏.

## وصلات خارجية
- ميا كارلسون على موقع الاتحاد الأوربي (الإنجليزية)
- ميا كارلسون على موقع اتحاد السويد (السويدية)
- ميا كارلسون على موقع قاعدة بيانات كرة القدم.إي يو (الإنجليزية)
- ميا كارلسون على موقع Soccerway.com (الإنجليزية)
- ميا كارلسون على موقع عالم كرة القدم.نت (الإنجليزية)